# Clarias dhonti
Clarias dhonti és una espècie de peix de la família dels clàrids i de l'ordre dels siluriformes.

## Morfologia
Els mascles poden assolir els 18,5 cm de llargària total.

## Distribució geogràfica
Es troba a Àfrica: oest del llac Tanganyika (República Democràtica del Congo).